# Ononis oligophylla
Ononis oligophylla är en ärtväxtart som beskrevs av Michele Tenore. Ononis oligophylla ingår i släktet puktörnen, och familjen ärtväxter. Inga underarter finns listade i Catalogue of Life.